# HK Celje
Der HK Celje (Hokejski Klub RST Pellet Celje) ist ein Eishockeyclub aus Celje, Slowenien.

## Geschichte
Die erste Eishockeymannschaft gab es in Celje schon im Jahre 1947, ein Spielbetrieb fand je nach Wetterlage statt. Dies änderte sich 1966, als Celje eine eigene Eisbahn bekam. Der HK Celje spielte in der Folge meist in unteren Ligen Jugoslawiens, schaffte aber 1973 erstmals den Aufstieg in die Jugoslawische Eishockeyliga. 
Mit der Unabhängigkeit Sloweniens nahm der HK Celje an der slowenischen Eishockeyliga teil und gehörte zu den direkten Konkurrenten von Olimpija Ljubljana und dem HK Jesenice. Zwischen 1993 und 1995 wurde der Verein vom Russen Wladimir Krikunow trainiert. Dabei erreichte der HK Celje 1994 die beste Platzierung der Vereinsgeschichte, als die Mannschaft die Vorrunde als Erste und die Zwischenrunde als Zweite abschloss. In der Saison 1994/95 wurde statt der Alpenliga ein Europäischer Ligapokal ausgetragen, in dem der HK Celje das Halbfinale erreichte und in diesem ohne Sieg ausschied.
Im Verlauf der Saison 1994/95 musste sich der Verein aufgrund finanzieller Probleme vom Spielbetrieb zurückziehen und war in den folgenden zwei Jahren inaktiv. 1997 wurde der Verein wiederbelebt und nahm sogleich den Spielbetrieb in der slowenischen Liga wieder auf. Im Jahr 2000 ereilten den Verein erneut Finanzierungsprobleme, so dass die Herrenmannschaft erneut aufgelöst wurde und sich der Verein wieder auf die Nachwuchsarbeit konzentrierte.
In der Saison 2009/10 nahm die Frauenmannschaft des Vereins an der österreichischen Dameneishockey-Bundesliga teil und belegte den zweiten Platz.
Zwischen 2013 und 2016 nahm der Verein an der länderübergreifenden Inter-National-League teil.

## Spielstätte

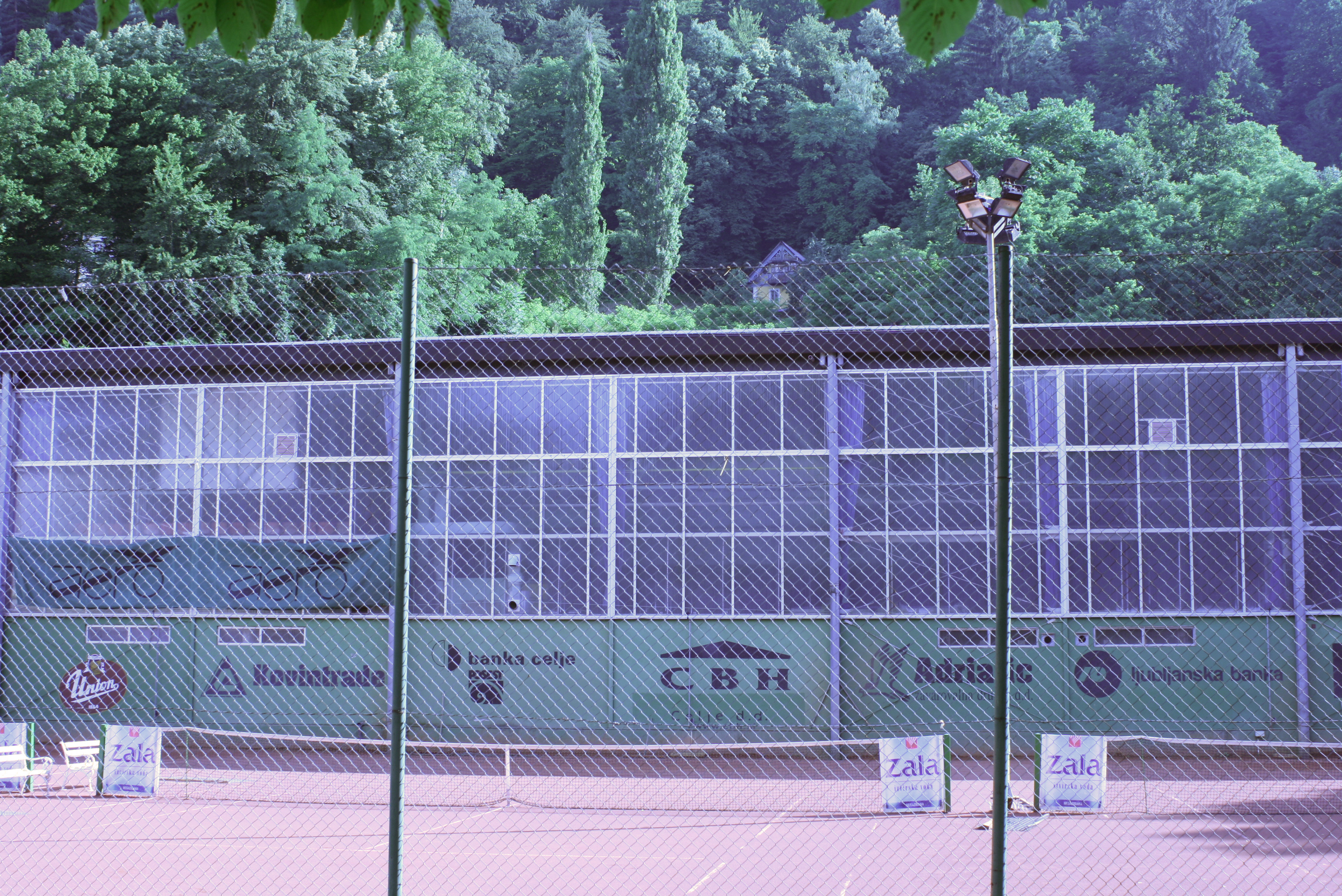
Spielstätte des Vereins, die Ledena dvorana Golovec

Die Heimspiele des HK Celje werden im Mestni Park ausgetragen, der bis zu 400 Zuschauern Platz bietet.

## Bekannte ehemalige Spieler
- Tomaž Vnuk
- Matic Boh
- Albin Felc